# Lithistida
Lithistida é uma ordem de esponjas da classe Demospongiae.

## Famílias
- Azoricidae Sollas, 1888
- Corallistidae Sollas, 1888
- Desmanthidae Topsent, 1894
- Isoraphiniidae Schrammen, 1924
- Macandrewiidae Schrammen, 1924
- Neopeltidae Sollas, 1888
- Phymaraphiniidae Schrammen, 1924
- Phymatellidae Schrammen, 1910
- Pleromidae Sollas, 1888
- Scleritodermidae Sollas, 1888
- Siphonidiidae Lendenfeld, 1903
- Theonellidae Lendenfeld, 1903
- Vetulinidae Lendenfeld, 1903
- Lithistida incertae sedis
  - Arabescula Carter, 1873
  - Collectella Schmidt, 1880
  - Plakidium Lendenfeld, 1907
  - Poritella Schmidt, 1879